# Miękinia (gromada)
Miękinia – dawna gromada, czyli najmniejsza jednostka podziału terytorialnego Polskiej Rzeczypospolitej Ludowej w latach 1954–1972.
Gromady, z gromadzkimi radami narodowymi (GRN) jako organami władzy najniższego stopnia na wsi, funkcjonowały od reformy reorganizującej administrację wiejską przeprowadzonej jesienią 1954 do momentu ich zniesienia z dniem 1 stycznia 1973, tym samym wypierając organizację gminną w latach 1954–1972.
Gromadę Miękinia z siedzibą GRN w Miękini utworzono – jako jedną z 8759 gromad na obszarze Polski – w powiecie średzkim w woj. wrocławskim, na mocy uchwały nr 27/54 WRN we Wrocławiu z dnia 2 października 1954. W skład jednostki weszły obszary dotychczasowych gromad Miękinia, Źródła i Zabór Wielki ze zniesionej gminy Przedmoście oraz Błonie ze zniesionej gminy Lutynia w tymże powiecie. Dla gromady ustalono 17 członków gromadzkiej rady narodowej.
1 stycznia 1960 do gromady Miękinia włączono obszar zniesionej gromady Księginice oraz wieś Kadłub ze zniesionej gromady Święte w tymże powiecie.
31 grudnia 1961 do gromady Miękinia włączono obszar zniesionej gromady Mrozów w tymże powiecie.
Gromada przetrwała do końca 1972 roku, czyli do kolejnej reformy gminnej. 1 stycznia 1973 powiecie średzkim utworzono gminę Miękinia.